# سيارة ذات مقعد

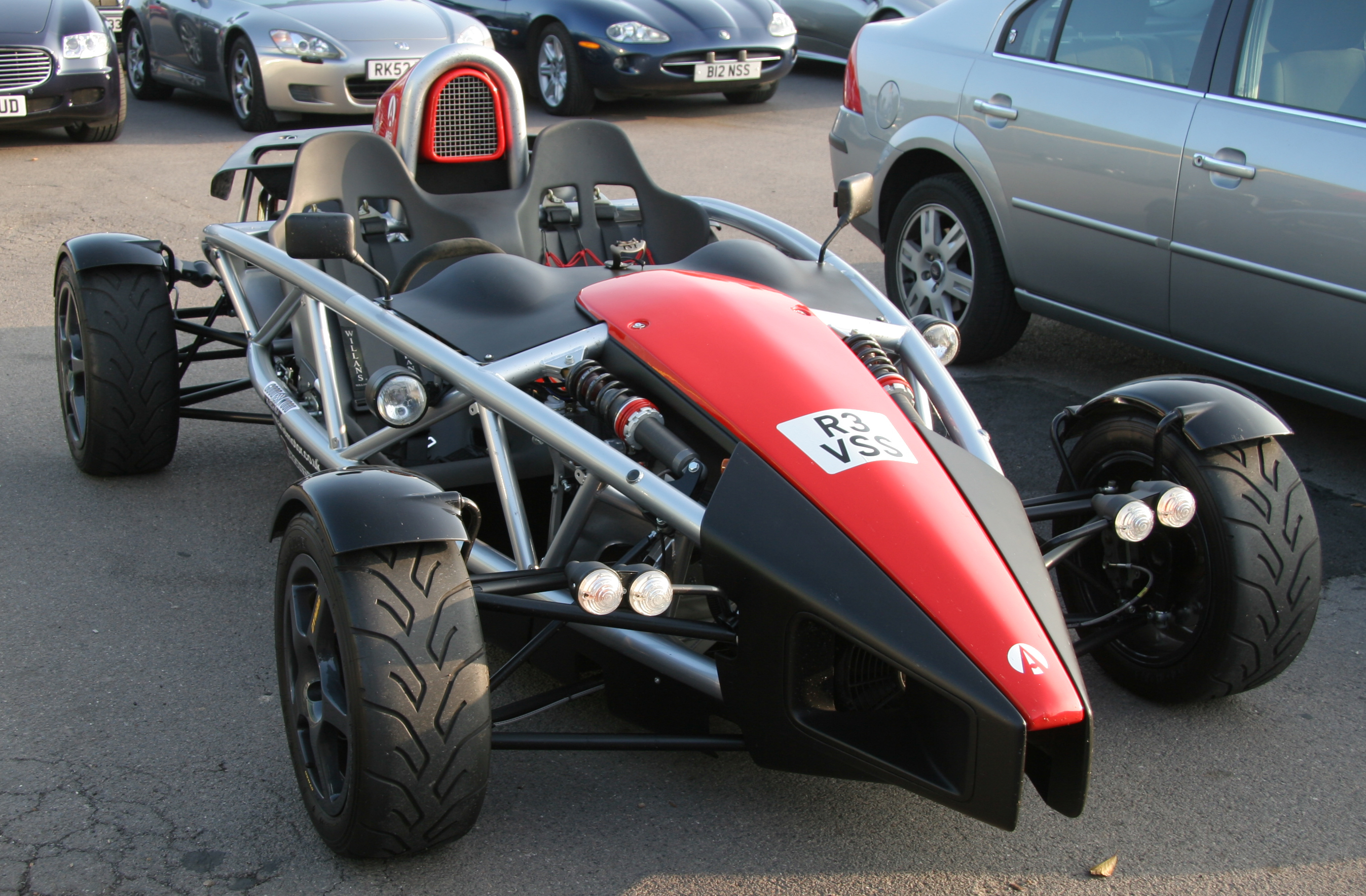
اريل اتوم سيارة ذات مقعد

السيارة ذات مقعد هو وصف للسيارات،   الرياضية   بالخصوص، التي تكون فيها العجلات خارج الهيكل، وغالبا ما تتوفر على مقعد واحد.